# OBS Pieterskerkhof
De Openbare Dalton Basisschool Pieterskerkhof is een basisschool voor daltononderwijs, opgericht in 1824 en gevestigd in twee panden in het Utrechtse Museumkwartier en het stationsgebied. Het is een van de oudste basisscholen van de gemeente Utrecht en de oudste openbare (niet-religieuze) onderwijsinstelling binnen de stad.

## Geschiedenis
De locatie aan het Pieterskerkhof, aan de oostzijde van de Utrechtse binnenstad, werd opgericht in 1824 en in 1895 door het toenmalige stadsbestuur als openbare school verhuisd naar de huidige locatie. De instelling, die in 1934 het daltonprogramma overnam, heette lange tijd Juliana van Stolbergschool voor Daltononderwijs, later De Twijn.

## Leerlingen
Het aantal leerlingen ligt op circa 225, verspreid over de twee panden, waarvan 15 tot 20 procent van allochtone afkomst is. De locatie Pieterskerkhof, die vooral wordt bezocht door kinderen uit de directe omgeving, kent een volledige bezetting en een grote vraag